# كلارنس "تايغر" ديفيس
كلارنس «تايغر» ديفيس هو سياسي أمريكي، ولد في 25 سبتمبر 1942 في مقاطعة ويلكس في الولايات المتحدة. نشط حزبياً في الحزب الديمقراطي. وقد انتخب عضو مجلس النواب لولاية ماريلند ‏.